# Corupția în Afganistan
Corupția în Afganistan este o problemă răspândită și în creștere în societatea afgană. Indicele de percepție a corupției din 2023 al Transparency International clasează țara pe locul 162 din 180 de țări. Cele 180 de țări din Index sunt notate pe o scară de la 0 („foarte corupte”) la 100 („necorupte”), în funcție de corupția percepută în sectorul public, și apoi clasate în funcție de scorul lor. Clasamentul din 2023 al Afganistanului se bazează pe un scor de 20. Pentru comparație cu scorurile la nivel mondial, cel mai bun scor a fost 90 (locul 1), scorul mediu a fost 43, iar cel mai slab scor a fost 11 (locul 180). Pentru comparație cu scorurile regionale, cel mai bun scor dintre țările din regiunea Asia-Pacific a fost 85, scorul mediu a fost 45, iar cel mai slab scor a fost 17. În această regiune, doar Coreea de Nord a avut un scor mai mic decât Afganistanul. Talibanii au abordat în mod semnificativ corupția la preluarea puterii în 2021; Afganistanul a fost clasat pe locul 150 în Indicele de Percepție a Corupției 2022, după o clasare pe locul 174 în 2021.
„În sondajele de opinie efectuate în rândul afganilor”, notează Fundația Asia într-un raport din 2012, «corupția este în mod constant identificată ca fiind o problemă».
Unul dintre cele mai recente cazuri majore de corupție a fost scandalul financiar al Kabul Bank din perioada 2010-2013, în care au fost implicați Mahmood Karzai și alți apropiați ai președintelui Hamid Karzai. Scandalul, criza, ancheta și procesul Kabul Bank i-au implicat pe Sherkhan Farnood, Khalilullah Fruzi, Mohammed Fahim și alte persoane din interior care ar fi cheltuit miliardul de dolari al băncii pentru stilul lor personal de viață somptuos, precum și pentru a împrumuta bani la negru familiei, prietenilor și apropiaților președintelui Hamid Karzai și ai lui Mahmood Karzai. Până în octombrie 2012, guvernul a recuperat doar 180 de milioane de dolari din cele 980 de milioane de dolari împrumuturi frauduloase.
Un sondaj ONU a enumerat corupția și insecuritatea ca fiind cele două probleme care îi îngrijorează cel mai mult pe afgani în 2012. The New York Times a scris că în Afganistan, „corupția nu mai poate fi descrisă ca un cancer al sistemului: Ea este sistemul”. Agenția Statelor Unite pentru Dezvoltare Internațională a declarat în 2009 că în Afganistan corupția „a devenit omniprezentă, înrădăcinată, sistemică și, din toate punctele de vedere, acum fără precedent în ceea ce privește amploarea și atingerea”.
Într-un sondaj realizat în 2011 de Asia Foundation, afganii au declarat că corupția este „a treia mare problemă (21%), după insecuritate (35%) și șomaj (23%)”. În 2010 și 2011, aceștia au afirmat că corupția a fost al doilea cel mai important motiv pentru care se simt pesimiști cu privire la Afganistan (16% în 2011 și 27% în 2010). În 2011, aceștia au identificat corupția administrativă drept al doilea cel mai important eșec al guvernului (25 %). Aceasta a reprezentat o îmbunătățire față de 2010, când cifra a fost de 30%.
În prezent, în Afganistan, corupția se manifestă cel mai adesea prin solicitarea și oferirea de mită, atât în sectorul public, cât și în cel privat, la scară mică și mare. Există, de asemenea, multe alte forme majore de corupție, inclusiv nepotismul, mita și transferurile ilegale de terenuri. Inspectorul General Special al SUA pentru Reconstrucția Afganistanului (SIGAR) a estimat că peste jumătate din veniturile vamale anuale ale țării se pierd din cauza corupției.
Într-un articol din 2015, Parag R. Dharmavarapu a observat că, deși PIB-ul Afganistanului s-a cvintuplat din 2002, societatea a rămas plină de corupție. „Ceea ce este extrem de deconcertant în legătură cu corupția din Afganistan”, a scris Dharmavarapu, «nu este doar numărul sau valoarea mitelor care au loc; în schimb, este natura endemică a corupției în cadrul guvernului afgan». În mod obișnuit, a remarcat Dharmavarapu, „ofițerii de poliție extorchează bunuri de la comercianți, percep taxe pe vehicule la punctele de control de pe autostradă și impun amenzi persoanelor care nu pot prezenta documente de identificare corespunzătoare”. Unii ofițeri de poliție „închid ochii sau chiar colaborează cu infractorii și insurgenții”, în timp ce ofițerii de poliție de nivel mediu și înalt „colaborează cu infractorii în contrabandă, răpiri pentru răscumpărare și alte activități ilegale, încasând mii de dolari în acest proces”. Oficiali de poliție de rang înalt „au sifonat milioane de dolari de la donatorii internaționali în propriile buzunare”. Potrivit lui Dharmavarapu, cele mai frecvente tipuri de corupție din Afganistan sunt:
- Mită mică – Solicitarea de mici cadouri (baksheesh) în schimbul unui tratament special sau al unor favoruri
- Cumpărarea de funcții - Acordarea de oportunități în cadrul forțelor de poliție, sistemului judiciar sau administrației publice pe baza mitei și nu a meritului
- Nepotism/clientelism - Acordarea de posturi pe baza relațiilor personale/rețelelor de rudenie mai degrabă decât pe baza meritelor
- Oferirea și solicitarea unui tratament preferențial - Aceasta include oferirea de mită pentru a accelera procesarea documentelor de afaceri sau accesul la terenurile deținute de guvern
- Marea corupție - Corupția care implică elitele politice pe scară largă
- Corupția poliției naționale și a forțelor de ordine[10]

Potrivit Înaltului Birou de Supraveghere și Anticorupție (HOOAC), corupția este răspândită în nordul țării, în special în provincia Balkh, care se învecinează cu Uzbekistanul vecin, o țară cu probleme de corupție similare. Una dintre cele mai grave manifestări ale corupției este acapararea ilegală de terenuri. Shamsullah Javed, șeful HOOAC pentru zona de nord, a explicat, într-un interviu exclusiv acordat Pajhwok Afghan News, că „în Balkh, există trei tipuri de împroprietărire cu terenuri: Un departament guvernamental care preia proprietatea altuia, forțele de securitate care ocupă terenuri guvernamentale și persoane care intră în posesia ilegală a terenurilor oamenilor”. El a dezvăluit că 52 din cele 60 de planuri de locuințe din Balkh au fost executate ilegal. „Funcționarii guvernamentali, de sus până jos, sunt implicați în acest flagel ... Unii oameni, ale căror interese sunt lezate de anchetele în cazurile de corupție, ne creează probleme”, a declarat Javed.
Jurnalista de investigații Sibel Edmonds a depus eforturi în calitate de jurnalist și denunțător pentru a sensibiliza opinia publică cu privire la corupția din Afganistan și la risipa, frauda și abuzul care implică miliarde de dolari din banii contribuabililor americani pierduți din cauza corupției și a funcționarilor corupți din Afganistan după intervenția SUA.
„Marea provocare pentru viitorul Afganistanului nu o reprezintă talibanii, adăposturile pakistaneze sau chiar un Pakistan incipient ostil”, a declarat generalul John R. Allen unei subcomisii pentru relații externe a Senatului SUA în 2014. „Amenințarea existențială la adresa viabilității pe termen lung a Afganistanului modern este corupția”. El a declarat că insurgența, rețelele de patronaj criminale și traficanții de droguri au format „o alianță nefirească”.
Există un consens conform căruia corupția generalizată a fost principala cauză a căderii Republicii Islamice Afganistan. Eșecurile administrațiilor lui Hamid Karzai și Așraf Ghani în lupta împotriva corupției au dus la erodarea legitimității guvernului, iar poporul afgan și-a pierdut încrederea în guvern și acești factori au dus la căderea guvernului în august 2021.

## Context
Center for American Progress a atribuit corupția din Afganistan deceniilor de conflict care au împiedicat formarea unor instituții de stat și a unor grupuri ale societății civile eficiente, legilor și reglementărilor care sunt aplicate în mod necorespunzător, agențiilor anticorupție care se contrazic adesea între ele și cărora le lipsesc resursele, precum și faptului că soldații și poliția sunt adesea analfabeți, iar funcționarii publici sunt adesea prost plătiți și insuficient instruiți. În plus, deceniile de război constant permit funcționarilor publici să își umple conturile private cu fonduri guvernamentale. De asemenea, tradițiile tribale și etnice îi încurajează pe oameni să își folosească funcțiile în beneficiul rudelor. Instituțiile oficiale din Afganistan sunt pline de incompetență, ceea ce îi obligă pe locuitorii din mediul rural să „se bazeze pe rețelele de deținători ai puterii regionale și locale pentru a menține ordinea și a furniza servicii de bază”.
Potrivit Băncii Mondiale, tradițiile afgane de clientelism au dus la o falsificare constantă a numirilor pe bază de merit în funcții publice, personal prezidențial, membri ai parlamentului, comandanți militari și orice poziție legată de influența politică - toate acestea au dus la o corupție masivă, care a fost exacerbată de asistența străină masivă și de un comerț cu narcotice atât de mare încât a deformat economia afgană.
După răsturnarea talibanilor de către SUA în 2001, corupția, care fusese obișnuită în Afganistanul de dinaintea regimului taliban, a devenit din nou o caracteristică majoră a vieții afgane, răspândindu-se practic în fiecare ramură a guvernului și chiar în localitățile regionale. O rețea largă de elite politice legate de președintele Hamid Karzai s-a poziționat ca intermediar între oficialii și donatorii occidentali, pe de o parte, și afganii obișnuiți, pe de altă parte, folosind aceste poziții pentru a deturna miliarde de dolari în ajutoare și investiții străine către conturile lor private și ale aliaților lor. Acest lucru a dus la mai multe scandaluri foarte mediatizate, în special criza Kabul Bank, în care s-a dezvăluit că cea mai mare instituție financiară din țară a funcționat ca o schemă Ponzi în beneficiul câtorva elite legate de Karzai.
Un raport al Pentagonului din februarie 2014 a acuzat guvernul SUA că, după invazia din 2001, a susținut în Afganistan un guvern învăluit în corupție prin sprijinul acordat dictatorilor militari, prin dependența sa de contracte private de transport și prin furnizarea de miliarde de dolari pentru ajutor. Inițial, SUA au sprijinit rețelele de patronaj existente și au oferit unor dictatori militari funcții guvernamentale. Această legitimare a dictatorilor militari le-a permis acestora să înceapă să își folosească puterea oficială pentru a deturna resurse publice. De asemenea, deoarece sume mari din resursele oficiale au fost deturnate către efortul de reconstrucție postbelică, mulți lucrători guvernamentali s-au trezit plătiți foarte prost și s-au simțit obligați să ia mită pentru a supraviețui.
„Corupția amenință în mod direct viabilitatea și legitimitatea statului afgan”, se arată în raportul Pentagonului, în care se afirmă că forțele americane s-au trezit înghițite de corupția dictatorilor militari regionali. Potrivit raportului, națiunea nu dispunea de resurse preexistente pentru combaterea corupției, în parte din cauza informațiilor târzii privind corupția afgană, a lipsei de securitate fizică și a lipsei de voință a comunității internaționale de a aborda problemele în cauză. Raportul a afirmat că, după invazia din 2001, SUA au „împuternicit” dictatorii militari punându-i în funcții guvernamentale, pe care le-au putut exploata pentru a-și însuși resursele guvernamentale și a forma rețele de corupție. Karzai era dependent de acești dictatori militari, care erau esențiali atât pentru afaceri, cât și pentru politica din Afganistan.
Asia Foundation a afirmat în 2012 că corupția generalizată din Afganistan nu este înrădăcinată cultural în poporul afgan, menționând că afganul mediu consideră că nivelurile actuale de corupție sunt mult mai mari decât în deceniile trecute și consideră că corupția a fost mai gravă sub Hamid Karzai, care a fost președinte interimar și apoi președinte între 2001 și 2010, decât sub cele cinci regimuri anterioare. Unul dintre motivele pentru care unii afgani i-au plăcut și încă îi mai plac pe talibani, în ciuda violenței și brutalității lor, a fost acela că au promis o ușurare a corupției și nedreptății practicate de dictatorii militari mujahedini. Asia Foundation a adăugat că rădăcina percepută a corupției în națiune s-a schimbat în ultimii cinci ani. Anterior, majoritatea afganilor credeau că corupția se datorează salariilor mici ale funcționarilor publici, în timp ce, în prezent, aceasta este atribuită lipsei de sancțiuni și lipsei de aplicare competentă a legii.

## Atitudini față de corupție
Pe de o parte, afganii critică corupția; pe de altă parte, ei acceptă din ce în ce mai mult patronajul și mita ca părți inevitabile și chiar legitime ale vieții cotidiene. Un studiu al ONU a constatat că, în 2012, 68% dintre afgani considerau acceptabil ca funcționarii publici să își majoreze salariul prin perceperea de mită de la utilizatorii serviciilor. Aceasta reprezintă o creștere față de 42 % în 2009. De asemenea, 67% au considerat acceptabil ca cel puțin unii funcționari publici să fie angajați datorită legăturilor de familie și rețelelor de prietenie. (Aceasta a crescut de la 42% în 2009).
Sondajul din 2011 al Asia Foundation „arată că, deși afganii asociază democrația cu libertatea generală, ei nu o asociază cu mai puțină corupție, mai multe drepturi, legi și un guvern mai incluziv”. Dimpotrivă, aceștia consideră că democrația și piața liberă duc la haos și riscuri mai mari pentru afganii obișnuiți, în timp ce celor deja puternici li se oferă oportunități suplimentare. Sentimentul de nedreptate care rezultă din corupția generalizată se pare că întărește sprijinul pentru teroriști.

## Forme de corupție
Afganii au identificat peste 70 de tipuri de corupție care îi afectează personal, „de la administrația publică și organismele alese la sectorul privat, ajutorul internațional și talibani”. Afganii identifică corupția mai ales cu instituțiile guvernamentale, dar au experimentat-o în multe sectoare.

### Mită
Mita trebuie plătită în Afganistan pentru a asigura majoritatea serviciilor publice. Un studiu al ONU arată că finalizarea serviciilor publice depinde aproape exclusiv de mita plătită și a dus la o frânare severă a creșterii economice. Mita mică a fost principala cauză de suferință în rândul cetățenilor obișnuiți din Afganistan, deși, în general, doar cazurile de corupție la nivel înalt sunt raportate în canalele de mass-media importante.
Procurorii, profesorii, judecătorii și funcționarii vamali sunt angajații publici cei mai susceptibili de a primi mită. Mita medie pentru procurori și judecători este de peste 300 USD. Mita pentru alți funcționari este ceva mai mică. În 85% din cazuri, mita este solicitată direct sau indirect de funcționarii publici; în 13% din cazuri, mita este oferită spontan de cetățeni. Unii funcționari solicită mită prin intermediari. Potrivit ONU, 50% dintre afgani au plătit mită în 2012; în unele părți ale țării, procentul a ajuns până la 70%. Jumătate dintre afgani au dat mită profesorilor, iar un număr similar au dat mită funcționarilor vamali, judecătorilor și procurorilor. Un număr ceva mai mic a dat mită funcționarilor de la cadastru și funcționarilor provinciali. Mita dată judecătorilor a scăzut semnificativ între 2009 și 2012. Procentul persoanelor care au dat mită profesorilor a crescut de la 16% în 2009 la 51% în 2012. Medicii, asistentele medicale și paramedicii reprezintă între 15 și 20% din mită.
În 2013, 43% dintre afgani au considerat că funcționarii publici și birocrații sunt corupți, în timp ce 58% au declarat că au plătit mită serviciilor de înregistrare și permise, 44% veniturilor fiscale și 40% serviciilor funciare. În 2012, jumătate dintre afgani au dat mită funcționarilor vamali. Darea de mită funcționarilor vamali, fiscali și de venituri a crescut între 2009 și 2012. În 52% din gospodăriile afgane, cel puțin un membru a aplicat pentru un loc de muncă în sectorul public, iar 45% au plătit mită pentru a ajuta la obținerea acestor locuri de muncă.
În timp ce aproape 30% dintre afgani au plătit mită pentru a obține servicii din sectorul privat în 2012, 50% au făcut acest lucru pentru a obține servicii din sectorul public. Mita în sectorul public este mai răspândită în vestul și nord-estul Afganistanului și mai puțin în regiunile sudice și centrale.
De departe, cel mai frecvent motiv de luare de mită este dorința de a facilita sau de a grăbi furnizarea unui serviciu public (59,4%). Alte motive includ dorința de a reduce costul unei proceduri (10,6%), de a evita plata unei amenzi (13,3%) și de a primi un tratament mai bun (6,7%). Majoritatea cazurilor, se arată într-un raport ONU din 2012, implică mită pentru servicii mai bune sau mai rapide, în timp ce alte mite sunt date pentru a influența procesele și deciziile juridice, subminând astfel statul de drept. S-a raportat că 24% din mitele oferite poliției au fost în scopul expres de a elibera suspecții încarcerați sau de a evita cu totul încarcerarea.
Conform unui raport al ONU, mita administrativă pune cele mai mari dificultăți economice cetățenilor afgani obișnuiți și familiilor acestora.

### Sistemul de învățământ
Principala formă de corupție din sectorul educației implică așa-numiții „profesori fantomă” și profesorii dublu înregistrați. Tot ceea ce implică birocrație în sistemul educațional necesită mici mite.
Un raport SIGAR a declarat că înalți funcționari din cadrul Ministerului Educației au falsificat în mod intenționat datele privind numărul de școli și de profesori din țară pentru a suprafactura furnizorii de ajutor internațional. Ca urmare, milioane de dolari din banii contribuabililor americani au fost folosiți pentru a plăti școli și profesori inexistenți, îmbogățind astfel funcționarii necinstiți din domeniul educației din Afganistan.
Un articol publicat în februarie 2012 în Gulf Today a analizat faptul că în multe școli afgane există mulți profesori care nu se prezintă, profesori care nu știu nimic despre materiile lor și profesori care nici măcar nu știu să citească sau să scrie. Doar 20% din fondurile bugetate pentru salariile profesorilor dintr-o provincie au ajuns la profesorii adevărați; restul au ajuns la oficialii locali din domeniul securității sau al educației care primesc salariul „profesorului fantomă” în locul lor.

### Mită în sistemul vamal
Un raport din decembrie 2014 s-a axat pe fraudele din cadrul sistemului vamal. Deși mulți experți au identificat acest tip de corupție ca fiind cauza principală a deficitului de venituri al guvernului în anul precedent, s-a observat că până în prezent s-au făcut puține lucruri pentru a rezolva problema. Agenții vamali au fost identificați ca fiind cei mai flagranți infractori, raportul menționând că, în cele mai multe cazuri, aceștia sunt numiți de miniștri cu înțelegerea expresă că trebuie să primească comisioane financiare pentru ocuparea postului.

### Contrabanda cu numerar
În decembrie 2012, Washington Post a relatat că SUA a pus la dispoziția guvernului afgan contoare de valută în masă în aeroporturi pentru a preveni contrabanda cu numerar. Ca răspuns, guvernul afgan a oferit o modalitate pentru ca VIP-urile să ocolească aparatele.

### Nepotism și patronaj
Observatorii externi au remarcat faptul că poporul afgan consideră că ceea ce occidentalii consideră a fi „favoritism” sau „nepotism” este ceea ce trebuie să facă, deoarece ei cred că au grijă de familia lor extinsă. „Ai grijă de ai tăi. Punct. Se întâmplă doar că atunci când faci asta cu fonduri și funcții publice, oamenii tind să devină puțin perspicace în această privință. Deși recunosc că ei ar face exact același lucru."
Asia Foundation descrie traseul central al corupției în creștere din Afganistan ca fiind puterea politicii clientelare din țară. În timp ce clientelismul este o tradiție afgană de secole, acesta este în prezent o parte integrantă a societății, iar legătura sa cu activitățile criminale reprezintă o preocupare tot mai mare. Din cauza clientelismului, persoanele fără relații au mari dificultăți în a avansa în cadrul guvernului afgan. În timp ce funcționarii corupți se bucură de impunitate, funcționarilor onești li se refuză adesea accesul la poziții puternice.

### Corupția judiciară
Conform sondajelor realizate atât de Transparency International, cât și de ONU, afganii consideră sistemul judiciar cel mai corupt segment al societății.
Corupția judiciară este considerată a fi o problemă endemică în țară, care afectează fiecare nivel al sistemului juridic. „De la acordarea accesului la justiție și selectarea depozițiilor în cazuri până la extorcarea de bani de la inculpați pentru decizii favorabile, judecătorii corupți sunt capabili să își umple buzunarele cu sute de mii de dolari în mită.” Judecătorii sunt supuși influenței dictatorilor militari, teroriștilor și altora; majoritatea judecătorilor sunt numiți ca urmare a unor „înțelegeri pe sub masă” și sunt în mare parte necalificați în conformitate cu toate standardele legale. Interviurile realizate în 2013 cu persoane care au pierdut procese au indicat că partea câștigătoare a mituit instanța. Se crede că judecătorii și procurorii acceptă mită pentru a împiedica un caz să ajungă în instanță, făcând ca probele și martorii să dispară din probele judiciare. Nu există nicio supraveghere a instanțelor de către alte ramuri guvernamentale și nicio transparență în deciziile Curții Supreme.

#### Cazul lui Zahoruddin
În decembrie 2012, un judecător senior pe nume Zahoruddin a fost condamnat pentru că a încercat să obțină mită de la Dewa, o jurnalistă independentă în vârstă de 22 de ani, care solicitase divorțul. După ce aceasta a refuzat să îi dea mită, el s-a oferit să se căsătorească cu ea în schimbul acordării divorțului. Dewa a înregistrat în secret întreaga conversație și a trimis caseta la Curtea Supremă. După ce a fost intentat un proces împotriva lui Zahoruddin, ea a primit o amenințare cu moartea din partea acestuia. Condamnarea sa a fost descrisă de Radio Free Europe/Radio Liberty drept o victorie rară în lupta împotriva corupției din Afganistan.

#### Cazul lui Ishaqza
În 2014, un important traficant de opiu, Haji Lal Jan Ishaqzai, a fost arestat în Afganistan de poliția de combatere a narcoticelor, dar a fost eliberat curând în schimbul mitei. A trecut aproape o săptămână până când autoritățile afgane de combatere a narcoticelor din Kabul au fost informate că Ishaqzai a fost eliberat, a relatat The New York Times. Acesta a fugit în Pakistan, unde a scăpat de sfera de acțiune a forțelor de ordine afgane sau americane. Mai mulți oficiali judiciari au fost arestați, iar unele surse au declarat că Curtea Supremă a fost direct implicată în eliberarea lui Ishaqzai, dar nu a fost clar cine anume a fost responsabil pentru eliberarea sa.

### Corupție la opririle din trafic
Potrivit unui articol publicat în februarie 2013 în The Washington Post, corupția din cadrul departamentului de trafic din Afganistan este una dintre cele mai grave din birocrația emergentă a țării. Înregistrarea vehiculelor necesită 27 de semnături separate. Un nou permis de conducere necesită „aproximativ o duzină de ștampile de la ministere, agenții și bănci”. Aceste cerințe au dus la formarea unei piețe negre care implică mituirea funcționarilor publici pentru a accelera eliberarea documentelor de circulație. „Este corupție de 30 sau 40 de dolari - departe de milioanele care se presupune că sunt furate aici în fiecare an”, a declarat Post. Cu toate acestea, aceste mite au deformat percepția pe care afganii o au asupra instituțiilor din țara lor. The Post a citat un funcționar care câștigă anual 10.000 de dolari din astfel de acte de corupție, care a declarat că sistemul corupt este dezavantajos pentru toată lumea, inclusiv pentru mulți dintre cei implicați în schemă. Birocrația departamentului i-a adus reputația de a fi cel mai exploziv din guvern, a declarat Post.
Un articol din mai 2014 despre corupția la opririle în trafic a relatat povestea colonelului John Graham, adjunctul liderului Comandamentului regional al NATO, în capitală, căruia locotenent-colonelul Farhad Safi, un „tânăr comandant de poliție idealist, responsabil de un «inel de oțel» de puncte de control al traficului care delimitează centrul Kabulului de atacurile cu mașină-capcană și atacurile sinucigașe”, i-a cerut să ajute la instalarea camerelor de supraveghere și să prevină astfel mita la aceste puncte de control.

### Transferuri ilegale de terenuri
O formă de corupție care a ieșit în evidență din 2001 este confiscarea terenurilor. În 2003, locuințele din mahalalele din cartierul Sherpoor din Kabul au fost distruse și înlocuite cu reședințe pentru membrii cabinetului. Au urmat acțiuni similare. Terenurile au fost distribuite ilegal de executiv elitelor politice pentru a le câștiga loialitatea. Mai mult de 80 % din noile terenuri din Kabul au fost distribuite sub auspiciile elitelor și înalților funcționari afgani. Foști dictatori militari au făcut bani în mod ilicit într-o serie de domenii și apoi i-au spălat prin achiziționarea de proprietăți imobiliare.

### Infrastructura fizică
Corupția este frecventă în sectorul infrastructurii fizice și implică rețele criminale de patronaj. Sectorul construcțiilor implică mite în valoare de sute de milioane de dolari de care beneficiază o rețea masivă.

### Poliție
Poliția națională afgană (ANP) este considerată coruptă în mod notoriu. Ministerul de Interne a fost criticat pentru că „nu a contabilizat în mod corespunzător miliardele de dolari alocate pentru salariile polițiștilor prin intermediul unui fond fiduciar administrat de ONU”. Corupția le răpește polițiștilor până la jumătate din salariu, ceea ce îi face mai predispuși să solicite mită. Un sondaj al Asia Foundation din 2012 a constatat că peste jumătate dintre afganii care au avut de-a face cu un ofițer ANP în cursul anului precedent au fost obligați să plătească mită.
Începând cu 2009, polițiștii din unele părți ale Afganistanului au început să fie plătiți prin intermediul telefoanelor lor mobile, ceea ce i-a împiedicat pe superiorii lor să le fure o parte din salariu. Potrivit MIT Technology Review, mitele au fost atât de mari încât, la prima lor perioadă de plată prin sistemul telefonic, polițiștii au crezut că au primit o mărire de salariu, când, de fapt, pur și simplu își primeau salariul integral, fără mită administrativă sau extorcare.
Reuters a raportat în august 2011 că „un dosar tot mai mare de violențe polițienești nerezolvate și cazuri de corupție ... au alienat afganii” și că acest lucru a pus sub semnul întrebării fezabilitatea reconstruirii instituțiilor civice ale națiunii devastate de război.
Fox News a raportat în octombrie 2014 că este posibil ca oficialii afgani să fi furat în mod sistematic 300 de milioane de dolari dintr-un fond fiduciar al PNUD utilizat pentru a plăti ofițerii de poliție din Afganistan și că donatorii Uniunii Europene au reținut aproximativ 100 de milioane de dolari din contribuțiile la fond din cauza preocupărilor legate de gestionarea fondului. PNUD însuși a declarat că nu era responsabilitatea agenției să abordeze această corupție.
Unii ofițeri de poliție, conform unui raport din 2015, i-au informat pe talibani cu privire la operațiuni iminente, probabil în schimbul mitei.

### Armată
Armata Națională Afgană este considerată mai profesionistă decât ANP, dar se confruntă, de asemenea, cu o alocare greșită semnificativă a resurselor și cu niveluri imense de solicitare de mită. Într-un sondaj realizat de Transparency International în 2013, o cincime dintre afgani au declarat că au considerat armata coruptă.
The New York Times a raportat în martie 2012 că oficialii afgani din domeniul apărării au împiedicat o anchetă pentru a stabili dacă membrii Forțelor Aeriene Afgane făceau trafic cu opiu și arme și că un ofițer afgan care a ucis opt membri ai armatei americane în 2011 ar fi putut fi implicat în trafic. De exemplu, anchetatorilor li s-a acordat doar acces limitat la personalul militar care avea dovezi de raportat și li s-a refuzat accesul în zonele aeroportului în care se bănuia că contrabanda era încă în desfășurare.
Ca urmare a corupției, conform unui raport din 2014, Departamentul Apărării a pierdut evidența a peste 200.000 de arme alocate ANSF și ANP. Aceste arme, precum și muniția, ar fi fost vândute talibanilor de către polițiști și ofițeri de securitate.
La începutul anului 2015, comisia de supraveghere a contractelor Ministerului Apărării a descoperit o schemă de mită implicând plata de către minister a peste 200 de milioane de dolari către contractanții de combustibil. În urma unei anchete, contractele au fost anulate, iar înalți funcționari ai ministerului au fost concediați.
În mai 2015, Newsweek a raportat că insurgenții talibani cumpărau arme furnizate de SUA de la forțele afgane. Pentagonul „a pierdut urma multora dintre cele 465.000 de arme ușoare furnizate de SUA forțelor de securitate afgane”.

## Rolul lui Karzai
Haroun Mir de la Afghanistan's Center for Research and Policy Studies (ACRPS) și Business Integrity Network Afghanistan (BINA) a remarcat în iunie 2015 că Hamid Karzai, președinte interimar al Afganistanului între 2001 și 2004 și președinte între 2004 și 2014, a fost acuzat pe scară largă de perpetuarea și inițierea sistemului economic corupt al țării printr-un sistem de patronaj care semăna cu o mafie. Ca urmare, corupția este acum considerată o fațetă înrădăcinată și acceptată a culturii afgane și nu mai este privită ca un tabu.
Într-un discurs din decembrie 2012, Karzai a dat vina pentru corupția din Afganistan pe țările care finanțează guvernul său. „Corupția în Afganistan este o realitate, o realitate amară”, a declarat Karzai. „Partea din această corupție care se află în birourile noastre este o mică parte: este vorba de mită. Cealaltă parte a corupției, cea mare, sunt sute de milioane de dolari care nu sunt ai noștri. Nu ar trebui să ne învinovățim pentru asta. Acea parte vine de la alții și ne este impusă”. The Army Times, care a relatat despre discurs, a remarcat că Karzai s-a aliniat pozițiilor populiste împotriva propriilor aliați străini, aruncând vina pentru problemele națiunii pe cei din afară, mai degrabă decât pe propriul său guvern.
La 10 februarie 2013, Frank Vogl, autorul cărții Waging War on Corruption (Războiul împotriva corupției), a numit guvernul Karzai „o cloacă a corupției” în care au fost jefuiți zeci de miliarde din banii contribuabililor americani.
La 30 aprilie 2013, Bloomberg a raportat că CIA a direcționat zeci de milioane de dolari în plăți discrete către Karzai „în valize, rucsacuri și pungi de cumpărături”. Fostul oficial CIA Reuel Gerecht a declarat că Karzai are probabil un sistem de patronaj susținut de un sistem de numerar, deoarece acesta nu ar putea fi menținut fără sprijinul paștunilor. Vincent Cannistraro, fost șef al CIA pentru combaterea terorismului, a declarat că, având în vedere relațiile proaste ale lui Karzai cu SUA, banii nu sunt utilizați în mod eficient.
În iulie 2013, Joel Brinkley a scris în Baltimore Sun că guvernul lui Karzai a încercat să perceapă o taxă vamală de 1.000 USD pentru fiecare vehicul american cu rol necombatant care intră și iese din țară și că trupele afgane au blocat drumurile în așteptarea plății. Brinkley, precum și alți experți, au criticat metodele lui Karzai de extorcare a personalului și investitorilor americani, acceptând în același timp patronajul și protecția acestora, deoarece majoritatea echipamentelor militare din țară servesc la protejarea guvernului său.
În iulie 2015, Philanthropy Daily a observat că jurnalista americană Sarah Chayes, care în 2002 a fondat o organizație caritabilă numită Afghans for Civil Society în colaborare cu fratele lui Karzai, Qayum, a fost atât de deranjată de cât de mult din fondurile sale caritabile au fost folosite pentru a plăti mită unor personaje obscure, încât a părăsit organizația caritabilă în 2005, devenind ulterior consilier pe probleme de corupție afgană al președintelui Statului Major Întrunit, amiralul Mike Mullen. Chayes a criticat în special corupția de la cel mai înalt nivel al guvernului afgan și al familiei Karzai, care era cunoscută de oficialii americani, dar ignorată de aceștia din cauza concentrării lor pe finalizarea campaniilor militare mai degrabă decât pe curățarea cercului corupt care conducea guvernul. Ea a continuat să scrie o carte în 2015, Thieves of State, despre corupția oficială.

## Impactul corupției
SIGAR a numit corupția un impediment major în procesul de stabilizare și reconstrucție a Afganistanului. „Corupția este acum recunoscută pe scară largă ca având un impact semnificativ asupra construirii statului, dezvoltării și creșterii sectorului privat în documentele politice”, a declarat Fundația Asia în 2012. În 2013, generalul John R. Allen, care la momentul respectiv conducea forțele internaționale din Afganistan, i-a spus președintelui Obama că corupția este cea mai mare amenințare strategică și existențială la adresa națiunii afgane în curs de formare. Corupția generalizată ajută insurgența, deoarece mărește decalajul dintre cetățeni și elita conducătoare, a declarat un oficial al Integrity Watch în 2013, adăugând că comunitatea internațională „nu și-a respectat angajamentul internațional ... de a aborda corupția.” Un raport din ianuarie 2014 al Reuters a declarat că mii de afgani fără adăpost suferă din cauza corupției. „Grupul operativ menit să răspundă urgențelor nu a reușit să distribuie provizii și, în unele provincii, banii pentru transportul acestora au dispărut”, se arată în raport. „În alte părți, depozitele au fost golite fără știrea Kabulului”. Un oficial ONU a descris Ministerul Refugiaților și Repatrierii drept o „gaură neagră”.
Un studiu al Pentagonului din 2014 a afirmat că „corupția amenință în mod direct viabilitatea și legitimitatea statului afgan”, deoarece „îndepărtează elemente-cheie ale populației, discreditează guvernul și forțele de securitate, subminează sprijinul internațional, subminează funcțiile statului și statul de drept, privează statul de venituri și creează bariere în calea creșterii economice”. Corupția afectează economia afgană, securitatea națională, ineficiența poliției și încrederea publicului în instituțiile guvernamentale.
Într-un articol din martie 2015, Mary Beth Goodman și Trevor Sutton au descris corupția drept a doua cea mai importantă amenințare la adresa „securității și dezvoltării economice pe termen lung” a Afganistanului, cea mai importantă amenințare fiind „insurgența talibană din sudul și estul țării”. Aceștia au explicat că aceste două amenințări sunt legate, corupția guvernamentală cauzând „o frustrare profundă față de regimul susținut de Occident la Kabul și subminând integritatea administrației afgane”. De asemenea, corupția a debilitat grav armata și poliția națiunii și a întrerupt furnizarea de servicii guvernamentale, ajutor străin și investiții către cei care au nevoie de ele, alimentând astfel insurgența.
„În ultimii 13 ani”, scria Haroun Mir la 24 iunie 2015, ”nivelurile ridicate de corupție și proasta guvernare au zădărnicit serios eforturile comunității internaționale de a stabiliza Afganistanul. Milioane de dolari care au fost alocate pentru reconstrucția și dezvoltarea Afganistanului au fost utilizate în mod necorespunzător sau irosite”. Mir a citat în special „dispariția a 1 miliard de dolari în scandalul Kabul Bank din 2010, în care o cohortă de oameni de afaceri și politicieni fără scrupule au realizat o schemă Ponzi în cea mai mare bancă privată afgană”.

### Organizații anticorupție afgane
Guvernul afgan a înființat Înaltul Oficiu pentru Supraveghere și Anticorupție (HOOAC). Cu toate acestea, o sursă remarcă faptul că „în realitate, afganii care conduc în prezent țara nu doresc să vadă întreruptă conducta de bani care curge din țările donatoare către conturile lor bancare din Elveția sau Dubai. Prin urmare, această „înaltă funcție” nu face prea multe pentru a rezolva problema corupției din Kabul”.
Deși se presupune că HOOAC are trei funcții de bază, și anume „prevenirea, investigarea și executarea”, acesta nu are autoritatea legală de a efectua investigații. Departamentele guvernamentale individuale ar trebui să trimită cazurile de corupție Biroului Procurorului General (AGO) pentru investigare, după care HOOAC ar trebui să se angajeze în activități de monitorizare. O provocare pentru activitatea sa este faptul că „doar 9% dintre casele afgane dețin un computer și doar o treime dintre cetățeni înțeleg procedurile administrative guvernamentale de bază, ceea ce face ca raportarea mitei să fie extrem de dificilă”. HOOAC „nu dispune de infrastructura necesară pentru a procesa în mod corespunzător nivelul actual de plângeri. Un studiu a constatat că acesta „nu dispune de personal suficient, nu are angajați cu experiență, suferă de o capacitate operațională inadecvată și nu îndeplinește standardele internaționale de independență față de restul guvernului ca instituție de supraveghere”. Din cauza corupției sistemului judiciar în sine, multe cazuri de corupție nu sunt judecate în mod corespunzător.
Alte inițiative locale sunt Management Systems International (MSI) și Integrity Watch Afghanistan (IWA), o organizație a societății civile. Fostul președinte Karzai a numit un prieten din copilărie, Izzatullah Wassifif, în funcția de șef al agenției afgane anticorupție. În 2007 s-a aflat că acesta a petrecut 3 ani și jumătate într-o închisoare americană pentru trafic de droguri. „Aproape nimeni nu este mai corupt decât președintele Karzai”, afirmă o sursă. „Deși va ține discursuri înflăcărate despre cum trebuie eliminată corupția, el continuă să fie cel mai corupt oficial din Afganistan. În plus, el condamnă eforturile Statelor Unite de a reduce corupția ca fiind o încercare de a se amesteca în afacerile suverane afgane. În rarele ocazii în care un oficial afgan încearcă să lupte împotriva corupției, acesta se va trezi rapid demis.”

## Eforturile anticorupție
Au existat multe inițiative anticorupție în Afganistan, dar nivelul de succes a fost inegal și nesemnificativ. S-au depus eforturi, de exemplu, pentru îmbunătățirea transparenței bugetare. În trecut, Ministerul de Finanțe întocmea singur bugetul; acest lucru nu mai este valabil, dar este necesară o mai mare implicare la nivel local.
În 2008, Afganistanul a ratificat Convenția ONU împotriva corupției, iar Karzai a înființat Înaltul Oficiu pentru Supraveghere și Anticorupție, sau HOO.
Potrivit unui raport al ONU, Afganistanul „a înregistrat unele progrese tangibile în reducerea nivelului de corupție din sectorul public” între 2009 și 2012. În 2009, 59% din populație a trebuit să plătească cel puțin o mită unui funcționar public; în 2012, această cifră a scăzut la 50%. Mita dată polițiștilor a scăzut de la 52% la 42% în aceeași perioadă. În același timp, însă, frecvența mitei a crescut de la 4,7 la 5,6 mite per plătitor de mită, iar mita medie a crescut de la 158 la 214 USD.
Rapoartele din august 2011 afirmau că armata SUA, după ce a petrecut un an investigând contractele de transport cu camionul, „a luat măsuri pentru a opri fluxul de bani din contracte către insurgenții afgani, acordând cel puțin 20 de companii noi contracte în valoare de aproximativ 1 miliard de dolari pentru transportul de provizii militare și suspendând șapte contractanți actuali pe care i-a considerat lipsiți de «integritate și etică în afaceri»”. Un ofițer militar de rang înalt a declarat: „Cred că, în cele din urmă, am reușit să înțelegem acest lucru”. Reprezentantul John F. Tierney, din cadrul subcomisiei de supraveghere și reformă guvernamentală a Camerei Reprezentanților, și-a exprimat îngrijorarea cu privire la lipsa de transparență și de responsabilitate a contractelor, asigurându-se că banii americani nu sunt direcționați către oficiali corupți, insurgenți, talibani, traficanți de droguri sau către oricine altcineva considerat inamic. Acest presupus progres ar fi fost opera Combined Joint Interagency Task Force Shafafiyat, creat de generalul David Petraeus și condus de generalul de brigadă HR McMaster.
Un raport SIGAR din 2013 a acuzat Procuratura Generală din Afganistan că nu are „voința politică de a urmări în justiție funcționarii corupți de nivel înalt” și a afirmat că în țară domnește o „atmosferă de paranoia”. Raportul a citat lentoarea procurorilor de a se ocupa de scandalul Kabul Bank.

### Concedierea lui Faqiryar
Într-un articol publicat în 2010 în The New York Times, în care se referea la Afganistan drept „Corrupt-istan”, Dexter Filkins a citat cazul lui Fazel Ahmad Faqiryar, care a fost concediat din funcția de procuror general adjunct pentru că a încercat să urmărească membrii de rang înalt ai cabinetului Karzai. Faqiryar a criticat sistemul juridic afgan afirmând că legile țării sunt destinate doar claselor inferioare. Filkins a descris înlăturarea lui Faqiryar ca fiind exemplară pentru anarhia și lipsa oricărui stat de drept care caracterizează guvernul lui Karzai și restul guvernelor regionale din Afganistan. Filkins a citat criticile afgane la adresa SUA pentru colaborarea cu oficiali afgani cunoscuți ca fiind corupți și a afirmat că comandanții americani se tem „că înlăturarea celor mai mari politicieni afgani ar putea deschide un vid de autoritate ... de care ar putea profita talibanii”. Filkins a remarcat, de asemenea, că concedierea lui Faqiryar a făcut din acesta o icoană națională respectată.

### Cazul lui Yaffali
În decembrie 2011, Karzai a cerut coaliției de ocupație să furnizeze dovezi împotriva fostului chirurg general al armatei afgane, generalul Ahmad Zia Yaftali, pe care dorea să îl urmărească penal. De fapt, NATO furnizase cu un an înainte dovezi conform cărora Yaftali furase medicamente de milioane de dolari din cel mai mare spital militar din Afganistan, de care era responsabil. S-a observat că soldații afgani au murit în mod regulat din cauza unor infecții minore la spital din cauza lipsei de medicamente și a incapacității lor de a plăti mită personalului medical al spitalului. Generalul de brigadă McMaster, care a condus ancheta SUA, a fost indignat de mișcarea lui Karzai, ancheta Yaftali fiind o parte majoră a efortului anticorupție. „Acum părea că un ofițer care a fost acuzat că și-a lăsat soldații să moară pentru a se putea îmbogăți nu va fi niciodată judecat”.

### Combaterea corupției sub Ghani
Atât președintele Așraf Ghani, cât și șeful executivului Abdullah Abdullah, care au preluat funcția în 2014, „au făcut din eforturile anticorupție o componentă-cheie a campaniilor lor prezidențiale”.
În decembrie 2014, președintele afgan Ashraf Ghani i-a demis pe șefii biroului procurorului, ai departamentelor de petrol, energie și vamă, precum și pe directorul educației din provincia Herat. Ghani a declarat că toți funcționarii, cu excepția procurorului șef, vor fi acuzați de corupție. Acestea au fost primele schimbări majore pe care Ghani le-a făcut într-o administrație locală de la preluarea puterii.
Atunci când, în ianuarie 2015, a fost dezvăluită o schemă a contractorilor locali de suprataxare a guvernului afgan și a contribuabililor americani, președintele Ghani a concediat fără ezitare contractorii, a anulat contractul și a lansat o anchetă. Acest lucru a fost descris ca fiind „o schimbare totală de 180 de grade față de modul în care a fost sub Karzai”.
În decembrie 2014, Transparency International a oferit șase recomandări pentru combaterea corupției afgane. Acestea includ: Promovarea unei conduceri nepoluante în instituțiile-cheie; Asigurarea independenței sistemului judiciar; Instituirea unui regim bazat pe cele mai bune practici privind dreptul la informare; Instituirea unei agenții anticorupție independente; Asigurarea obligativității declarării averii pentru toți cei care dețin puterea; și Achiziționarea transparenței.
„Până acum”, scria Haroun Mir în 2015, „guvernul afgan și comunitatea donatorilor au încercat din răsputeri să reducă corupția din sectorul public. Cu toate acestea, în timp ce politicienii și funcționarii din sectorul public beneficiază adesea de pe urma corupției, principalul vinovat este sectorul privat care le dă mită”. În Afganistan, „corupția la cel mai înalt nivel are loc din cauza complicității dintre persoanele numite politic și contractorii din sectorul de afaceri”.

### Eforturile SUA împotriva corupției
Task Force Shafafiyat (sau Task Force Transparency), cunoscută mai oficial ca Combined Joint Inter-Agency Task Force - Shafafiyat, a fost înființată de generalul Petreaus pentru a combate corupția.
Grupul de Coordonare Anticorupție a fost înființat de Ambasada SUA pentru a dezvolta strategii de reducere a corupției.
În 2010, Petreaus a înființat Task Force 2010 „pentru a încerca să urmărească traseul banilor într-un efort de a se asigura că banii sunt cheltuiți corespunzător. „ Ulterior, acesta s-a mutat din Afganistan într-o bază aeriană din Qatar.
Investigatorul general special pentru reconstrucția Afganistanului (SIGAR) „ar trebui să efectueze audituri ale proiectelor de reconstrucție și să încerce să recupereze fondurile contribuabililor americani”. Inițial ineficient, din cauza „înregistrărilor de proastă calitate și a bazelor de date prost întreținute”, acesta și-a îmbunătățit de atunci eficiența, devenind „un adevărat «câine de pază»” care furnizează rapoarte excelente.
International Contract Corruption Task Force (ICCTF) este o organizație interinstituțională formată în 2006 cu ajutorul FBI pentru a contribui la combaterea nivelului „imens” de infracționalitate în rândul funcționarilor contractuali americani. Printre membrii săi se numără FBI, DCIS, SIGAR, MPFU, NCIS și birourile IG de la State și USAID.
Celula de finanțare a amenințărilor din Afganistan (ATFC), înființată în 2009, combate rețelele financiare ilicite și furnizează altor agenții americane expertiză și informații financiare.
Un raport din iulie 2012 publicat de NPR a afirmat că, deși „oficialii americani consideră corupția generalizată drept unul dintre principalele obstacole în calea unui Afganistan stabil”, Seth Jones, fost consilier al comandamentului american din Afganistan, a declarat că „atunci când a fost vorba de eforturi specifice, concrete și susținute pentru a viza și reduce corupția în cadrul guvernului afgan”, oficialii americani nu au avut hotărârea necesară.
În martie 2015, Mary Beth Goodman și Trevor Sutton au făcut apel la SUA să ajute Afganistanul să sporească responsabilitatea și transparența și să reducă corupția și mita. Deși eliminarea corupției în Afganistan nu este o sarcină simplă, Goodman și Sutton au declarat în martie 2015 că „aceasta ar putea fi redusă în mod semnificativ și chiar și îmbunătățirile modeste ale responsabilității publice vor spori substanțial legitimitatea noului guvern”.

### Rapoarte SIGAR
John Sopko, inspectorul general special pentru reconstrucția Afganistanului, a declarat în 2013 că birocrații guvernului SUA i-au ordonat să nu mai publice audituri condamnabile care semnalau o multitudine de cazuri de corupție în Afganistan, preferând în schimb să le țină departe de public.
The Washington Times a raportat în septembrie 2013 că un program de sănătate publică al guvernului SUA în Afganistan ar fi risipit 190 de milioane de dolari din cauza unui „risc ridicat de risipă, fraudă și abuz” și că Agenția Statelor Unite pentru Dezvoltare Internațională (USAID) furniza în continuare „milioane de dolari din banii contribuabililor americani sub formă de asistență directă, cu puține garanții” că aceste fonduri erau cheltuite în mod corespunzător. The Times a citat un raport SIGAR în care se afirmă că „USAID a ignorat avertismentele repetate cu privire la risipa” din cadrul Ministerului Sănătății Publice din Afganistan.
În mai 2014, John Sopko, inspectorul general special pentru reconstrucția Afganistanului (SIGAR), a declarat în cadrul unei reuniuni la Middle East Institute că corupția este „marea problemă” din Afganistan și că SUA nu face suficient pentru a o combate. Acesta a declarat că comandanții de pe teren i-au spus că „corupția este mai gravă în Afganistan decât insurgența” și a explicat că „sistemul de patronaj și eșecul de a urmări în justiție persoanele vinovate de fraude și abuzuri grave subminează economia afgană și pun în pericol viitoarele eforturi de dezvoltare”.

### A doua epocă a talibanilor
După revenirea lor la putere, talibanii au combătut în mod semnificativ corupția. Afganistanul ocupă locul 150 din cele 180 de țări din Indicele de percepție a corupției din 2022 al organizației de supraveghere a corupției Transparency International, unde țara clasată pe primul loc este percepută ca fiind cea mai puțin coruptă, iar țara clasată pe locul 180, cea mai coruptă. Aceasta este o îmbunătățire masivă față de poziția anterioară a Afganistanului, locul 180 în 2011 și locul 174 în 2021. În 2011, țara s-a clasat alături de Somalia și Coreea de Nord. Talibanii ar fi redus, de asemenea, mita și extorcarea în domeniul serviciilor publice.

## Cazuri specifice

### Kabul Bank
Kabul Bank, înființată în 2004 de Khalilullah Ferozi și Sherkhan Farnood, a fost prima bancă privată din Afganistan. De la început, a fost criticată pentru că semăna cu o schemă Ponzi. Aceasta a împrumutat bani elitei națiunii, care nu a rambursat împrumuturile. Într-un editorial, The Guardian l-a acuzat pe Ferozi că, în afară de talibani, a cauzat cele mai mari daune Afganistanului.
Ferozi și Farnood s-au făcut bine văzuți de familia președintelui Karzai, după care guvernul afgan a încredințat băncii Kabul gestionarea conturilor salariale ale tuturor funcționarilor publici, soldaților și polițiștilor din țară. Unul dintre frații lui Karzai, Mahmoud Karzai, a devenit al treilea mare acționar al băncii. Banca a investit 4 milioane de dolari în campania de realegere a lui Karzai din 2009 și a obținut în schimb 430.000 de conturi guvernamentale.
Potrivit The Guardian, Ferozi și Farnood au secătuit „economiile a mii de deponenți, în valoare totală de 579 de milioane de dolari (359 de milioane de lire sterline), printr-o serie de împrumuturi confidențiale acordate de acționarii puternici din punct de vedere politic ai băncii. Deoarece nu a existat niciodată nicio obligație de plată a dobânzii pentru aceste „împrumuturi”, suma totală nedecontată este de 910 milioane de dolari. Într-o țară în care PIB-ul este de doar 12 miliarde de dolari, aceasta este o cifră extraordinară.” Scandalul a distrus încrederea în sistemul bancar public și a secat multe plăți de ajutoare externe.
Suma cheltuită de guvern pentru salvarea băncii a totalizat între 5% și 6% din întregul PIB al Afganistanului.
În noiembrie 2015, s-a raportat că Ferozi, care ar fi trebuit să execute o pedeapsă în închisoarea Pul-i-Charkhi pentru rolul său în fraudarea Băncii Kabul cu aproape 1 miliard de dolari, semnase un nou contract cu guvernul afgan pentru o dezvoltare imobiliară masivă în Kabul, numită Smart City. Acesta își ispășea acum pedeapsa pe timp de noapte, reflectând o aparentă lipsă de dorință din partea guvernului afgan de a aborda corupția la cel mai înalt nivel. Donatorii internaționali și Fondul Monetar Internațional au făcut din urmărirea penală a lui Ferozi o condiție obligatorie pentru continuarea ajutorului acordat Afganistanului.
Un oficial occidental a declarat că acordul de detenție cu Ferozi și noua implicare a guvernului în afaceri cu acesta au transmis mesajul că delapidarea la o scară suficient de mare nu va duce la încarcerare. Yama Torabi, un membru al comitetului anticorupție din Afganistan, a declarat că aceste evoluții au perpetuat o cultură a cleptocrației și au semnalat faptul că orice funcționar poate jefui bugetul afgan, în timp ce oricine poate investi fără să i se pună întrebări.

### Cazul lui Raheen
Un raport din 2013 al Daily Beast a afirmat că Mahkdoom Raheen, fost profesor susținător al democrației, care a devenit ministru al informațiilor și culturii sub conducerea lui Karzai, un prieten apropiat, s-a implicat în corupție masivă. După ce filantropul indian Madanjeet Singh a donat 1 milion de dolari pentru reabilitarea Centrului Patrimoniului Cultural din Kabul și pentru formarea conservatorilor de artă, Raheen a deturnat aproape întreaga donație a lui Singh, depunând-o într-un cont personal care nu a fost descoperit decât după demisia lui Raheen din 2006 din minister, în urma unor acuzații de „corupție, nepotism, gestionare defectuoasă și promovarea intereselor culturale iraniene în Afganistan”. În ciuda acuzațiilor, Karzai l-a numit pe Raheen ambasador în India. Observatorii au criticat confortul pe care liderii îl dețin pentru cultura corupției în cadrul guvernului. După realegerea lui Karzai în 2009, Raheen a fost numit din nou ministru al informațiilor și culturii. Un fost înalt funcționar al Ministerului Culturii, Zia Bumia, a pus sub semnul întrebării cât de mare este corupția miniștrilor care au legături cu șefii războiului și cu baronii drogurilor atunci când un profesor universitar deturnează fonduri. În 2013, el a fost acuzat de implicare în însușirea ilegală a cel puțin 59 de artefacte culturale și istorice, dar a declarat pentru Daily Beast că a fost achitat de acuzație. De asemenea, a fost acuzat că l-a ajutat pe Ahmad Shah Sultani, un reputat traficant de artă, să înființeze un muzeu din Kabul care este suspectat de a fi o fațadă pentru artefacte culturale achiziționate ilegal pentru a fi comercializate pe piața neagră, în beneficiul lui Sultani și Raheen.

### Cazul lui Zakhilwal
În august 2012 s-a raportat că ministrul de finanțe Hazarat Omar Zakhilwal, care fusese lăudat pentru integritatea sa, a deturnat peste 1 milion de dolari și i-a depus în conturi bancare canadiene. Șeful Înaltului Birou de Supraveghere și Anticorupție din Afganistan, Dr. Azizullah Ludin, a declarat că va investiga.
În mai 2013, Daily Beast a relatat despre o sesiune a parlamentului afgan în care Zakhilwal, care era pus sub acuzare pentru corupție, a acuzat mai mulți parlamentari de corupție. Haji Zaher Qadeer a fost acuzat de contrabandă cu făină din Pakistan în valoare de 269 de milioane de dolari; Haji Hamid Lalai a solicitat procesarea oficială a aproape 2.000 de vehicule ilegale; alți parlamentari au fost acuzați de contrabandă cu petroliere și alcool, de presiuni asupra lui Zakhilwal pentru a-și angaja rudele ca funcționari vamali și de exercitarea unei influențe nejustificate asupra contractelor de aprovizionare. În cele din urmă, Zakhilwal și-a păstrat funcția. Reportajul menționa că organizațiile militare și de ajutor internațional încurajează corupția prin acordarea de contracte întreprinderilor deținute ilegal de parlamentari.

### Demisia lui Kos
În octombrie 2015, Drago Kos, principalul observator internațional al corupției din Afganistan, a demisionat, plângându-se că eforturile guvernului în materie de corupție nu au fost serioase. „Cu excepția unor activități sporadice, într-un an de când noul președinte și președintele executiv au preluat funcțiile, nu am putut vedea nicio acțiune sistemică împotriva corupției endemice din țară”, a declarat Kos, un membru al Comitetului mixt independent de monitorizare și evaluare anticorupție. Kos a declarat că nu a existat niciodată sprijin politic în niciun moment al eforturilor sale și a citat o lipsă de voință pentru combaterea corupției.

### Kam Air
La 30 ianuarie 2013, The New York Times a relatat că demersul armatei americane de a pune pe lista neagră o companie aeriană afgană, Kam Air, din cauza acuzațiilor de contrabandă cu droguri, a provocat presiuni diplomatice, un purtător de cuvânt al lui Karzai, Aimal Faizi, cerând dovezi ale vinovăției.

### Soldați fantomă
Transclus din soldați fantomă
În 2016, cel puțin 40% din numele de pe listele Armatei Naționale Afgane din provincia Helmand erau inexistente. Un raport din 2016 al Inspectorului General Special pentru Reconstrucția Afganistanului (SIGAR) a declarat că „nici Statele Unite, nici aliații lor afgani nu știu câți soldați și polițiști afgani există de fapt, câți sunt de fapt disponibili pentru serviciu sau, prin extensie, adevărata natură a capacităților lor operaționale”. La începutul anului 2019, cel puțin 42.000 de soldați fantomă au fost eliminați de pe statele de plată ale Armatei Naționale Afgane. 
Până cu puțin timp înainte de preluarea puterii de către talibani la 15 august 2021, forțele armate afgane erau, pe hârtie, puternice în număr de 300.000 și construite în ultimele două decenii prin eforturile SUA și NATO. În decurs de doar câteva săptămâni, acestea au fost ruinate de o forță talibană mult mai mică, majoritatea capitalelor de provincie căzând cu o rezistență redusă sau fără rezistență.

## Notă explicativă
1. ↑  Afganistan, Australia, Bangladesh, Bhutan, Cambodgia, China, Fiji, Hong Kong, India, Indonezia, Japonia, Laos, Malaysia, Maldive, Mongolia, Myanmar, Nepal, Noua Zeelandă, Coreea de Nord, Pakistan, Papua Noua Guinee, Filipine, Singapore, Insulele Solomon, Coreea de Sud, Sri Lanka, Taiwan, Thailanda, Timor-Leste, Vanuatu și Vietnam.